# Erin, Ontario
Erin är en ort i Kanada.   Den ligger i provinsen Ontario, i den sydöstra delen av landet, 400 km sydväst om huvudstaden Ottawa. Erin ligger 395 meter över havet och antalet invånare är 10 770.
Terrängen runt Erin är platt. Runt Erin är det ganska glesbefolkat, med 32 invånare per kvadratkilometer.. Närmaste större samhälle är Caledon, 10,0 km nordost om Erin.
Omgivningarna runt Erin är en mosaik av jordbruksmark och naturlig växtlighet.